# توم سميث (لاعب كرة قاعدة أمريكي)
توم سميث (بالإنجليزية: Tom Smith)‏ هو لاعب كرة قاعدة أمريكي، ولد في 1851 في جيلف في كندا، وتوفي في 28 مارس 1889 في ديترويت في الولايات المتحدة.

## وصلات خارجية
- توم سميث على موقعبيزبول رفرنس.كوم (الدوري الرئيسي) (الإنجليزية)
- توم سميث على موقعبيزبول رفرنس.كوم (الدوري الثانوي) (الإنجليزية)